# Liebfrauenbasilika (Maastricht)

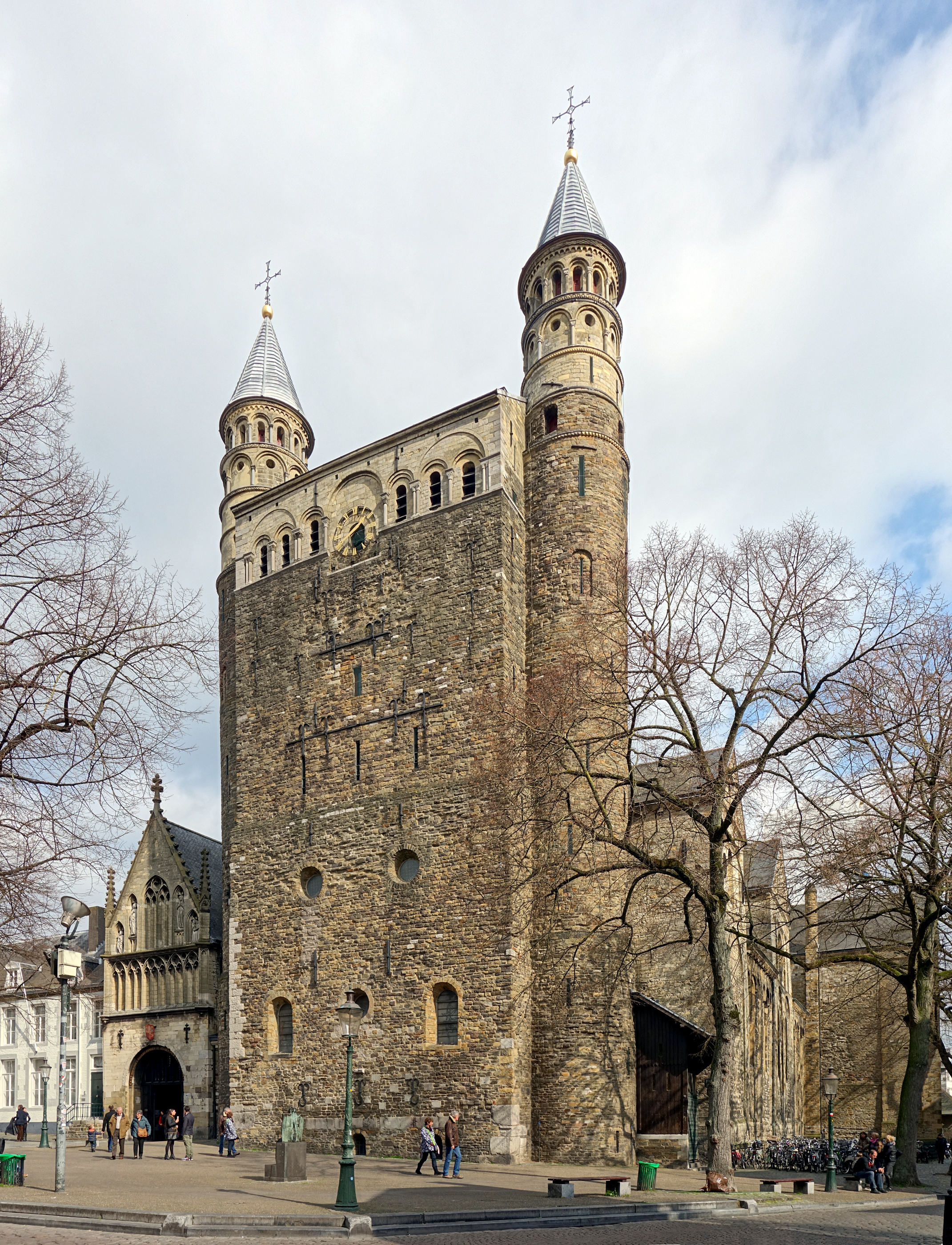
Westwerk

Die Liebfrauenbasilika (niederländisch Basiliek van Onze-Lieve-Vrouw-Tenhemelopneming) ist eine katholische Kirche im Zentrum der niederländischen Stadt Maastricht.

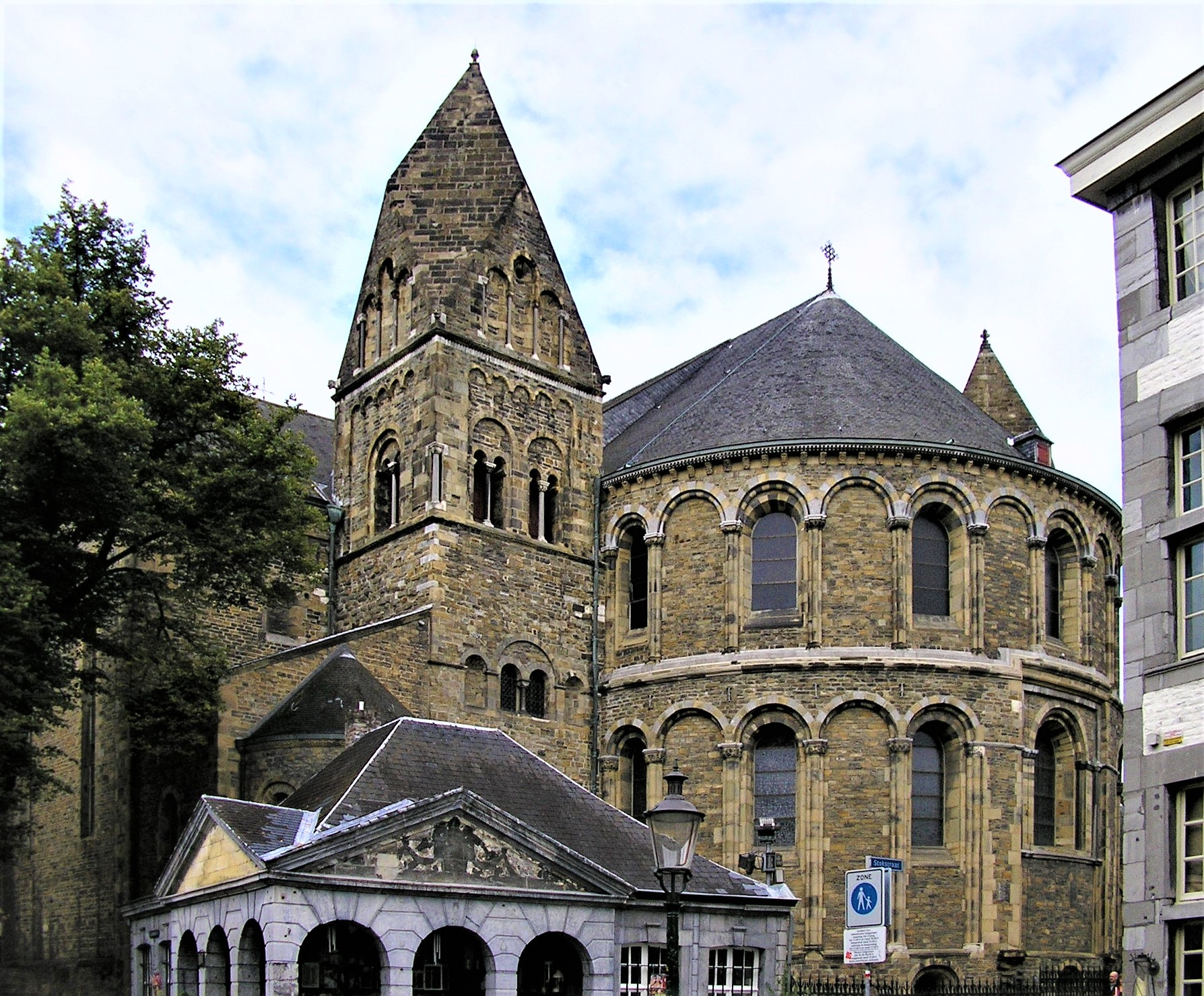
Ostchor und Chorflankenturm

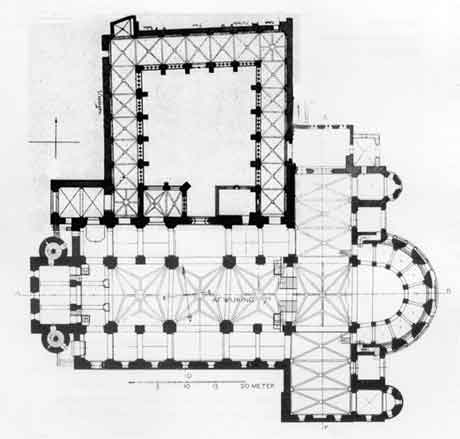
Grundriss

## Geschichte
An der Stelle der Liebfrauenbasilika stand vielleicht schon im römischen castrum des 5. Jahrhunderts eine Kirche, die vom 6.–8. Jahrhundert als Bischofskirche gedient haben könnte.
Aus einer Schenkungsurkunde des Lütticher Bischofs Franco, der von 856 bis 903 amtierte, geht hervor, dass es schon Ende des 9. Jahrhunderts in Maastricht eine Kirche unter Marien-/Liebfrauenpatrozinium gab.
Das heutige Kirchengebäude datiert teils aus dem 11., teils aus dem 12. Jahrhundert. Die Chronik des Erzbistums Cambrai berichtet von der Weihe der Krypta durch den Lütticher Bischof Balderich II., Amtszeit 1008 bis 1018. Ebenfalls um 1000 wird der Baubeginn des Westwerks vermutet, da dessen graue Eckquader von einem römischen Fort stammen, das um diese Zeit abgerissen wurde. Chor, Querhaus und Schiff wurden um die Mitte des 12. Jahrhunderts fertiggestellt. Die Basilika hatte zunächst flache Holzdecken. Wohl im 15. Jahrhundert erhielt sie gotische Steingewölbe, die dann im 18. Jahrhundert durch neue ersetzt wurden.
Bis zur Umwallung der Stadt im Jahr 1229 war die Kirche das Zentrum Maastrichts.

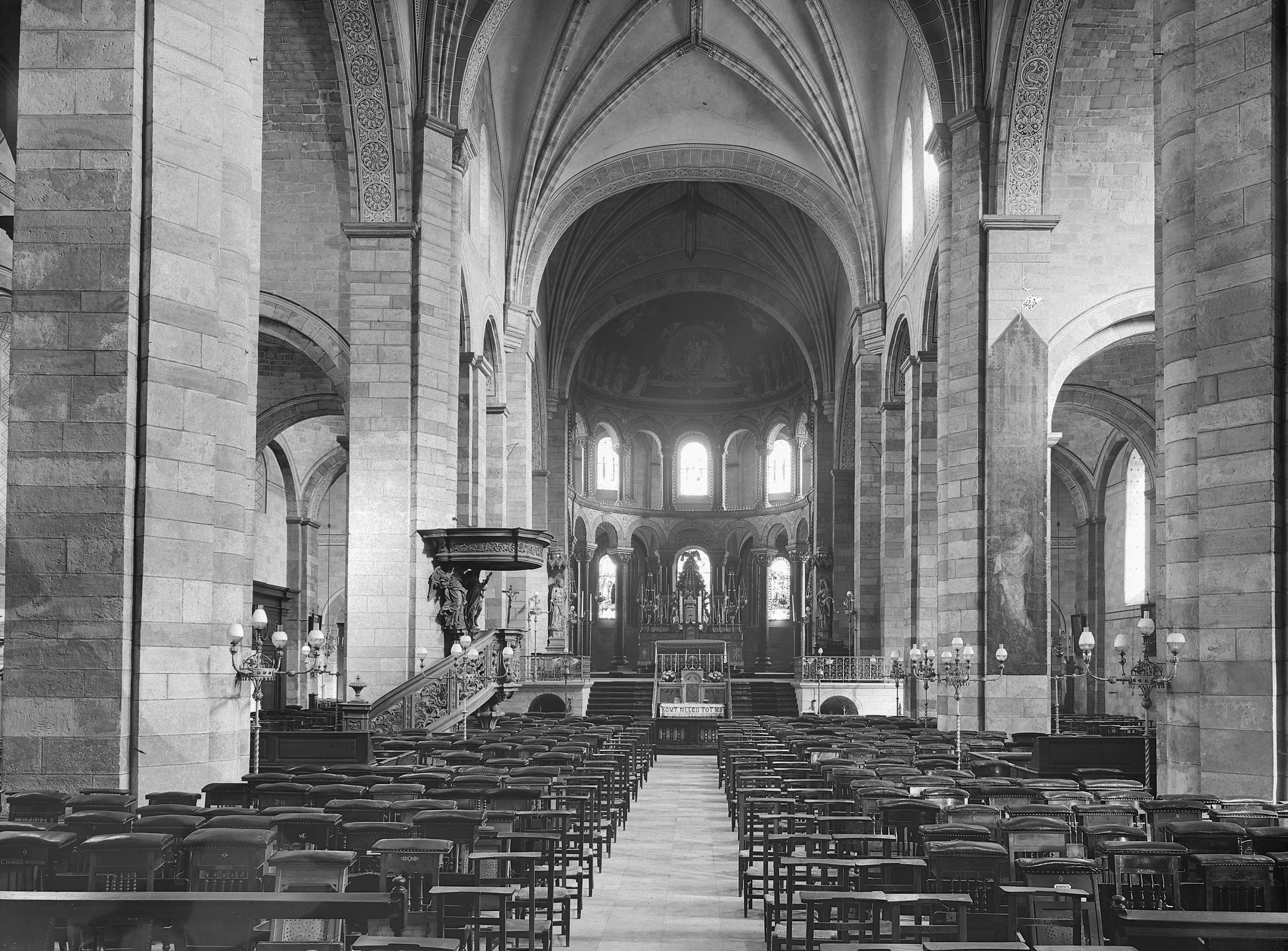
Vierung und Ostchor
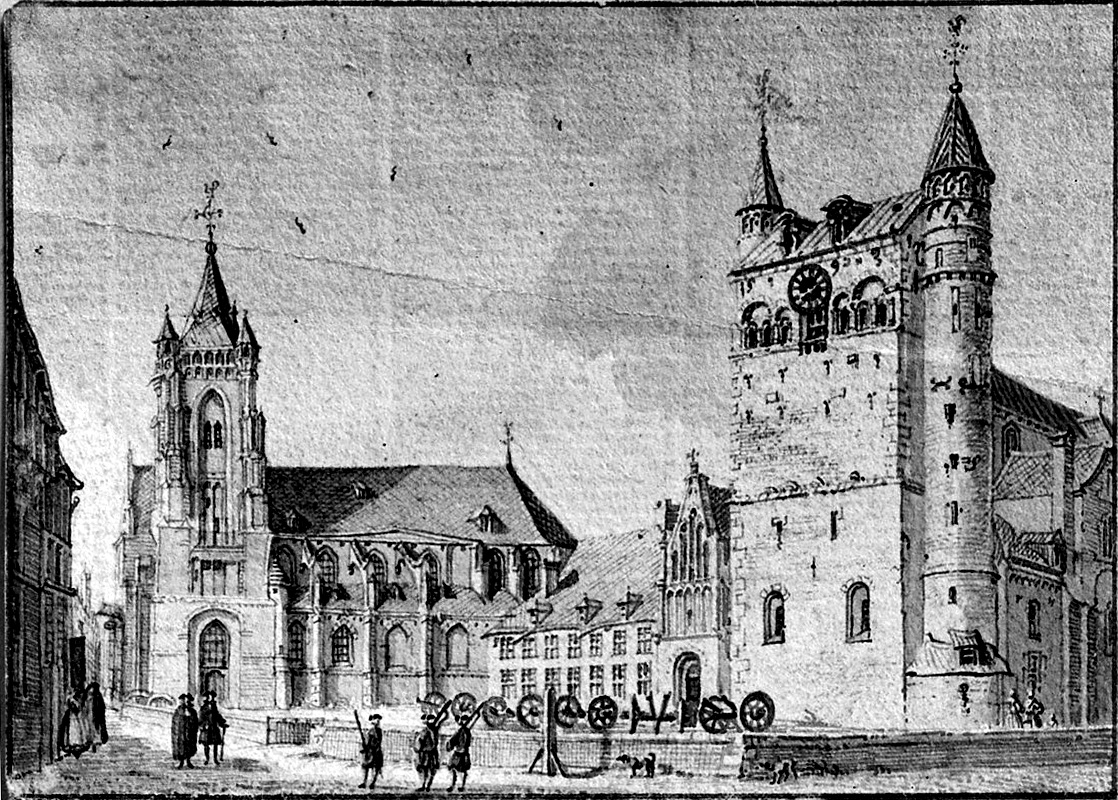
Liebfrauen und Sint-Niklaas 1740
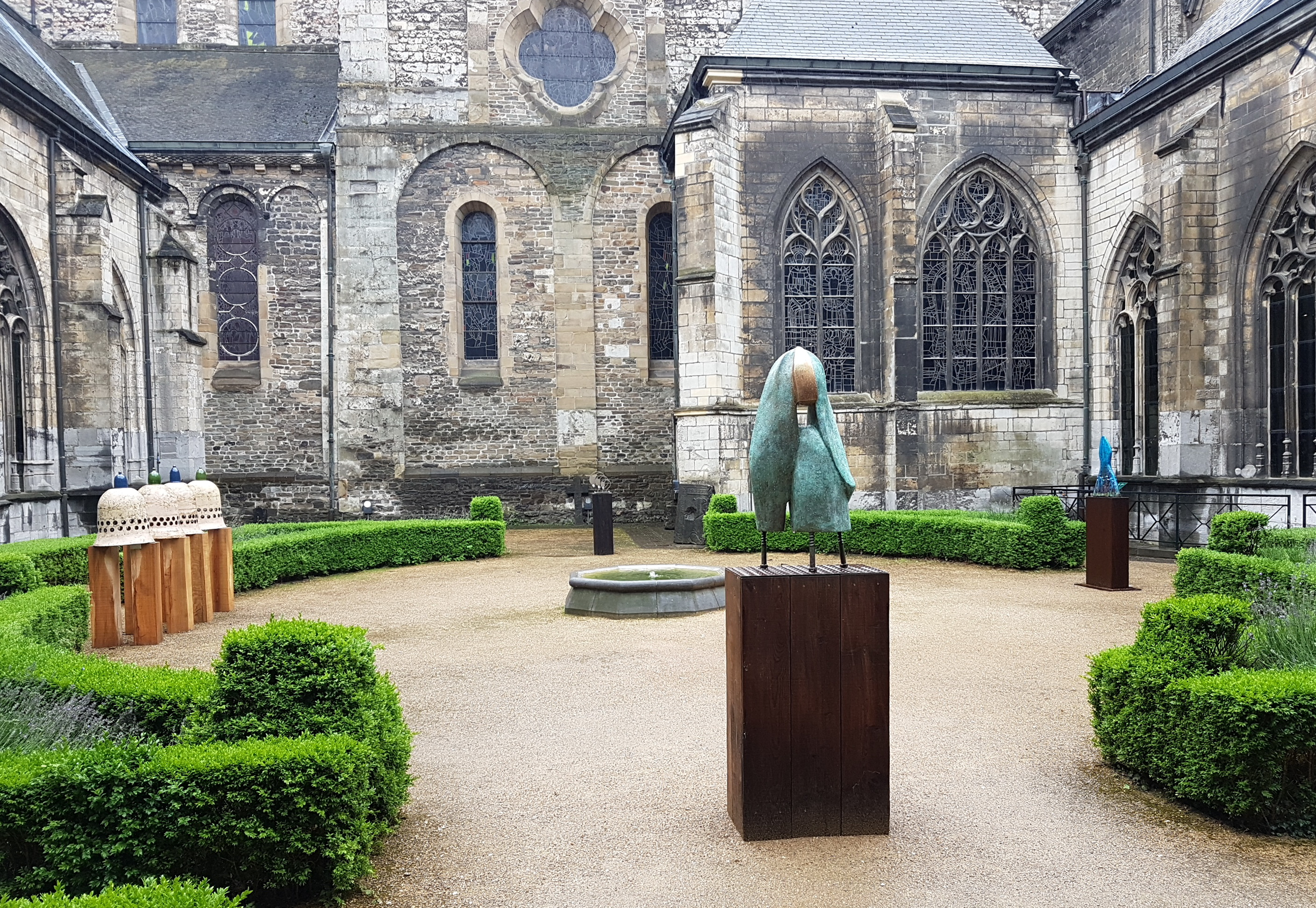
Innenhof mit Kreuzgang

Seit 1343 war die Liebfrauenbasilika nur noch Wallfahrts- und Stiftskirche, da als Pfarrkirche nun die neugebaute diente.
1558 bis 1559 wurde an der Nordseite der Stiftskirche ein spätgotischer Kreuzgang errichtet. Die Klausurgebäude reichten bis an die Pfarrkirche. Nach der Annexion Maastrichts durch die Französische Republik 1795 wurde 1797 das an der Kirche ansässige Liebfrauenstift aufgehoben und das Kirchengebäude zu weltlichen Zwecken genutzt.
Die katholische Pfarrgemeinde kaufte es 1837 und führte es wieder der kirchlichen Nutzung zu. Die Sint-Nicolaaskerk wurde bald danach abgerissen.
Bei den Renovierungen des 19. Jahrhunderts wurden die Umbauten des Spätmittelalters und der Frühen Neuzeit größtenteils rückgängig gemacht. 1933 wurde die Kirche von Papst Pius XI. zur Basilica minor ernannt. Im Zweiten Weltkrieg erlitt sie leichte Schäden.
Das Wachthuis neben der Basilika schuf Mathias Soiron 1787.

## Orgel

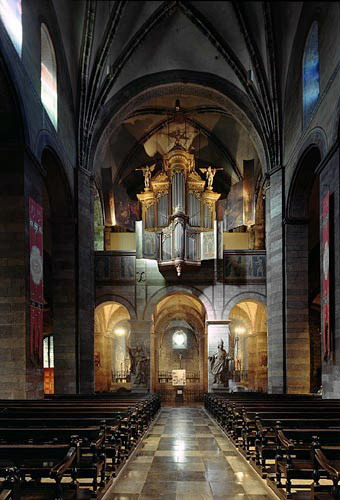
Orgel auf der Empore de Westwerks

Die Orgel wurde 1652 von dem Orgelbauer Severijn erbaut. Das Instrument hat 37 Register auf drei Manualen und Pedal.
| I Hauptwerk C–g3 |                |        |
| 1.               | Bourdon        | 16′    |
| 2.               | Montre         | 8′     |
| 3.               | Bourdon        | 8′     |
| 4.               | Viola di Gamba | 8′     |
| 5.               | Prestant       | 4′     |
| 6.               | Flûte          | 4′     |
| 7.               | Nasard         | 3′     |
| 8.               | Doublette      | 2′     |
| 9.               | Tierce         | 1 3⁄5′ |
| 10.              | Cornet IV      |        |
| 11.              | Fourniture IV  |        |
| 12.              | Cimbel III     |        |
| 13.              | Trompette      | 8′     |
| 14.              | Voix Humaine   | 8′     |
| 15.              | Clairon        | 4′     |

| II Positiv C–g3 |                  |        |
| 16.             | Bourdon          | 8′     |
| 17.             | Prestant         | 4′     |
| 18.             | Flûte            | 4′     |
| 19.             | Nasard           | 3′     |
| 20.             | Doublette        | 2′     |
| 21.             | Quarte de Nasard | 2′     |
| 22.             | Tierce           | 1 3⁄5′ |
| 23.             | Fourniture III   |        |
| 24.             | Cymbel II        |        |
| 25.             | Cromhorne        | 8′     |

| III Echowerk C–g3 |                |    |
| 26.               | Bourdon        | 8′ |
| 27.               | Prestant       | 4′ |
| 28.               | Doublette      | 2′ |
| 29.               | Flageolet      | 1′ |
| 30.               | Cornet III     |    |
| 31.               | Chalumeau      | 8′ |
|                   | Tremblant fort |    |
|                   | Tremblant doux |    |
|                   | Rossignol      |    |

| Pedalwerk C–f3 |          |     |
| 32.            | Subbas   | 16′ |
| 33.            | Flûte    | 8′  |
| 34.            | Flûte    | 4′  |
| 35.            | Bombarde | 16′ |
| 36.            | Trompet  | 8′  |
| 37.            | Clairon  | 4′  |